# マンセン (ミサイル駆逐艦)
|          |                                                                                               |
| 艦歴     |                                                                                               |
| 発注     | 1998年3月6日                                                                                  |
| 起工     | 2001年11月16日                                                                                |
| 進水     | 2003年7月19日                                                                                 |
| 就役     | 2004年8月28日                                                                                 |
| 退役     |                                                                                               |
| その後   |                                                                                               |
| 要目     |                                                                                               |
| 排水量   | 9,648 トン                                                                                    |
| 全長     | 155.3 m (509 ft 6in)                                                                          |
| 全幅     | 20.1 m (66 ft)                                                                                |
| 吃水     | 9.4 m (31 ft)                                                                                 |
| 機関     | COGAG方式                                                                                     |
| 機関     | LM 2500-30ガスタービンエンジン (27,000shp) ×4基                                               |
| 機関     | 可変ピッチプロペラ（5翔）×2軸                                                                 |
| 最大速   | 31ノット                                                                                      |
| 航続距離 | 4,400 海里（20ノット時）                                                                      |
| 乗員     | 士官、兵員 380名                                                                              |
| 兵装     | Mk.45 mod.4 5インチ単装砲 ×1基                                                                |
| 兵装     | Mk.38 25mm単装機関砲 ×2基                                                                     |
| 兵装     | Mk.15 20mmCIWS×1基                                                                            |
| 兵装     | M2 12.7mm機銃 ×4挺                                                                            |
| 兵装     | Mk.41 mod.15 VLS ×96セル - SM-2MR SAM - ESSM 短SAM - VLA SUM - トマホーク SLCM などを発射可能 |
| 兵装     | Mk.32 3連装短魚雷発射管×2基                                                                   |
| 艦載機   | MH-60R×2機搭載可能                                                                            |
| C4ISTAR  | AWS B/L 7 (Mk.99 GMFCS×3基)                                                                   |
| C4ISTAR  | AN/SQQ-89A(V)15                                                                               |
| センサ   | AN/SPY-1D(V) 多機能レーダー×4面                                                               |
| センサ   | AN/SPS-67 対水上レーダー×1基                                                                  |
| センサ   | AN/SQS-53C(V)1艦首装備ソナー                                                                  |
| 電子戦   | AN/SLQ-32(V)3 ESM/ECM装置                                                                     |
| 電子戦   | Mk 36 SRBOC デコイ発射機                                                                      |
| モットー | Rise Above                                                                                    |

マンセン (英語: USS Momsen, DDG-92) は、アメリカ海軍のミサイル駆逐艦。アーレイ・バーク級ミサイル駆逐艦の42番艦。艦名はチャールズ・B・マンセン海軍中将に因む。マンセンはメイン州バスのバス鉄工所で建造された26番目のアーレイ・バーク級駆逐艦であった。
マンセン中将はマンセン・ラングやレスキュー・チェンバーの発明などで海軍へ多大な貢献を行った。彼はさらに、レスキュー・チェンバーを用いた潜水艦スコーラス (USS Squalus, SS-192) の救難作戦を指揮した。それは沈没した潜水艦から乗組員を救助した最初の例であった。

## 艦歴
マンセンは2001年11月16日に起工し、イーヴリン・マンセン・ヘイリー（マンセン提督の娘）によって命名、進水した。2004年8月28日に初代艦長エドワード・ケンヨンの指揮下フロリダ州パナマシティで就役した。
マンセンは遠隔機雷探索システムを搭載する最初の海軍艦艇である。
2006年時点でマンセンはワシントン州エバレットのエバレット海軍基地を母港とし、太平洋艦隊の第9駆逐艦隊に所属する。
マンセンおよびチェイフィーの建造は鋼板の切断から公試までディスカバリーチャンネルのテレビ・スペシャル『Destroyer: Forged in Steel』でドキュメント化された。